# Поньяна-Ларио
Поньяна-Ларио (итал. Pognana Lario) — коммуна в Италии, располагается в регионе Ломбардия, в провинции Комо.
Население составляет 901 человек (2008 г.), плотность населения составляет 225 чел./км². Занимает площадь 4 км². Почтовый индекс — 22020. Телефонный код — 031.
Покровителем населённого пункта считается святой .

## Ссылки

Pognana Lario
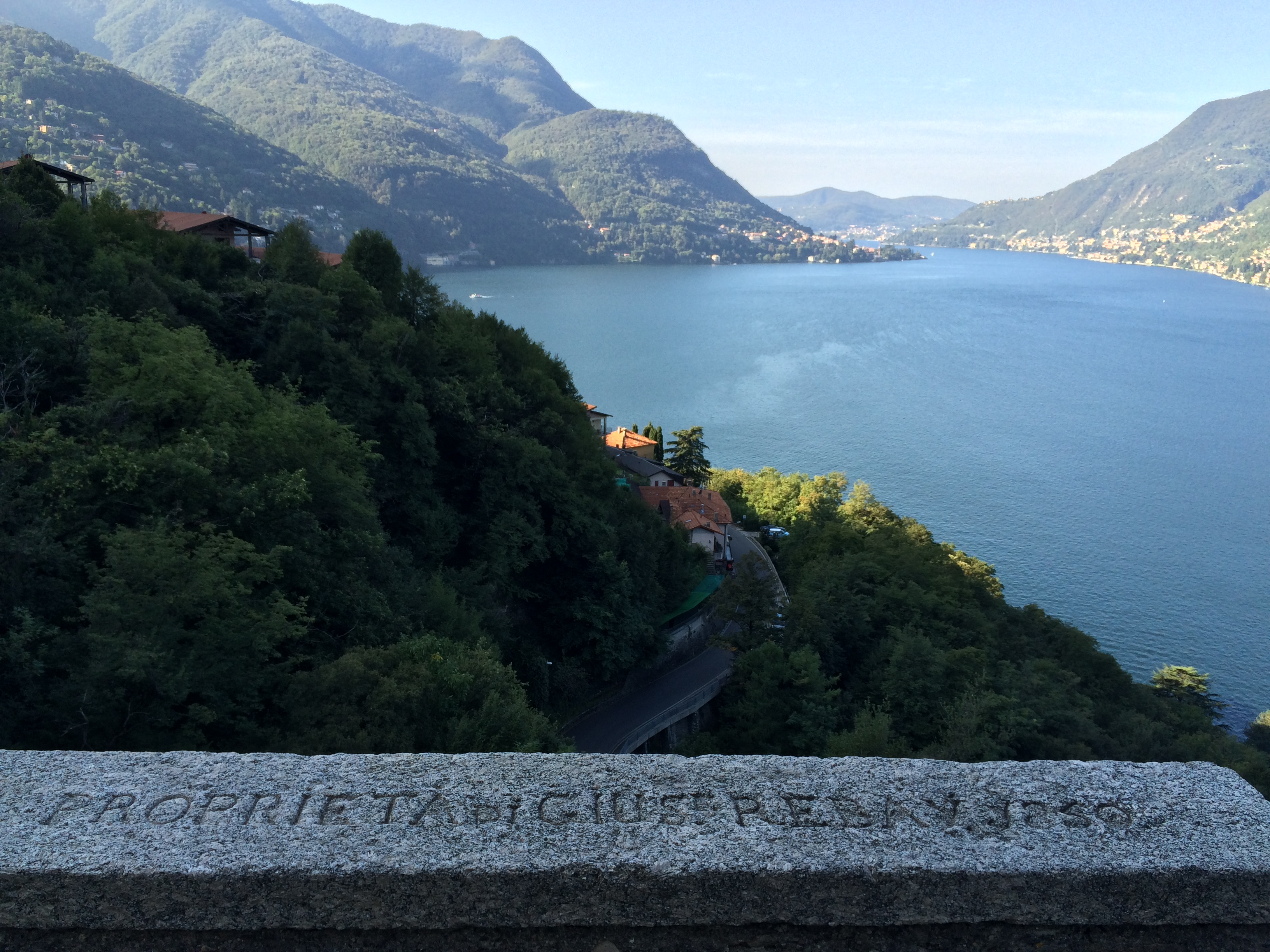
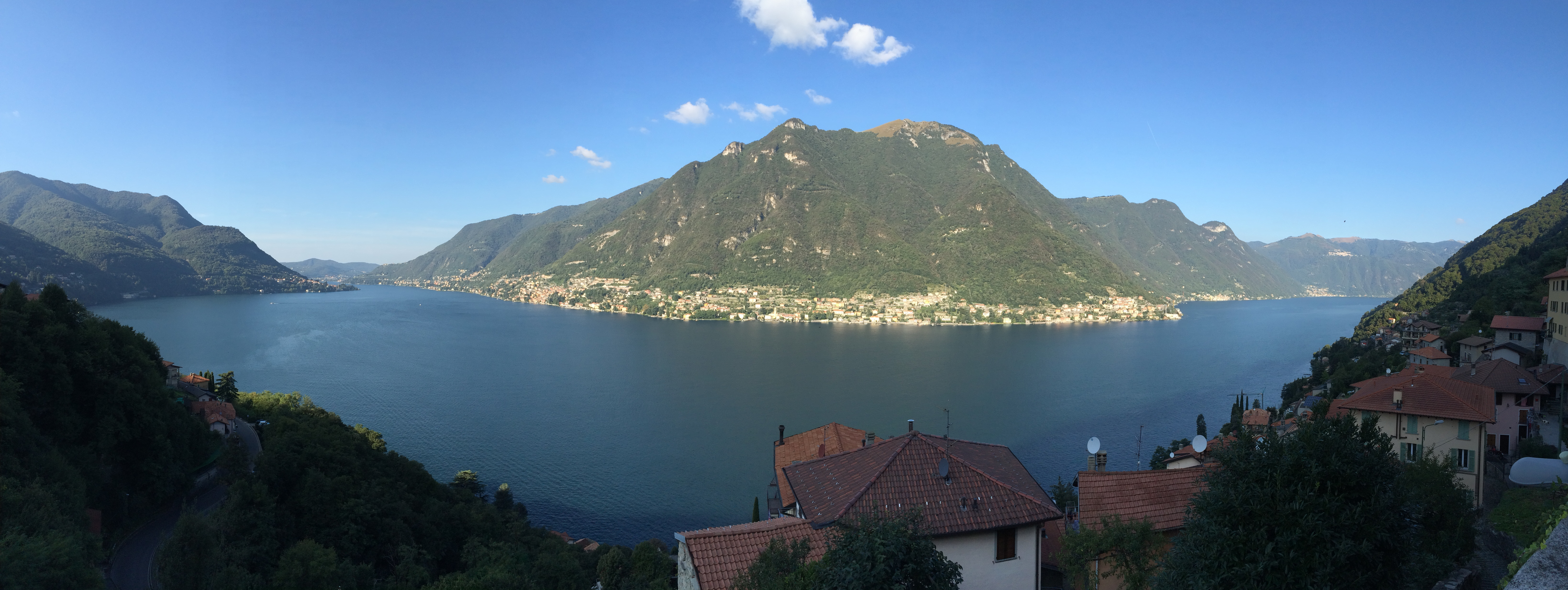
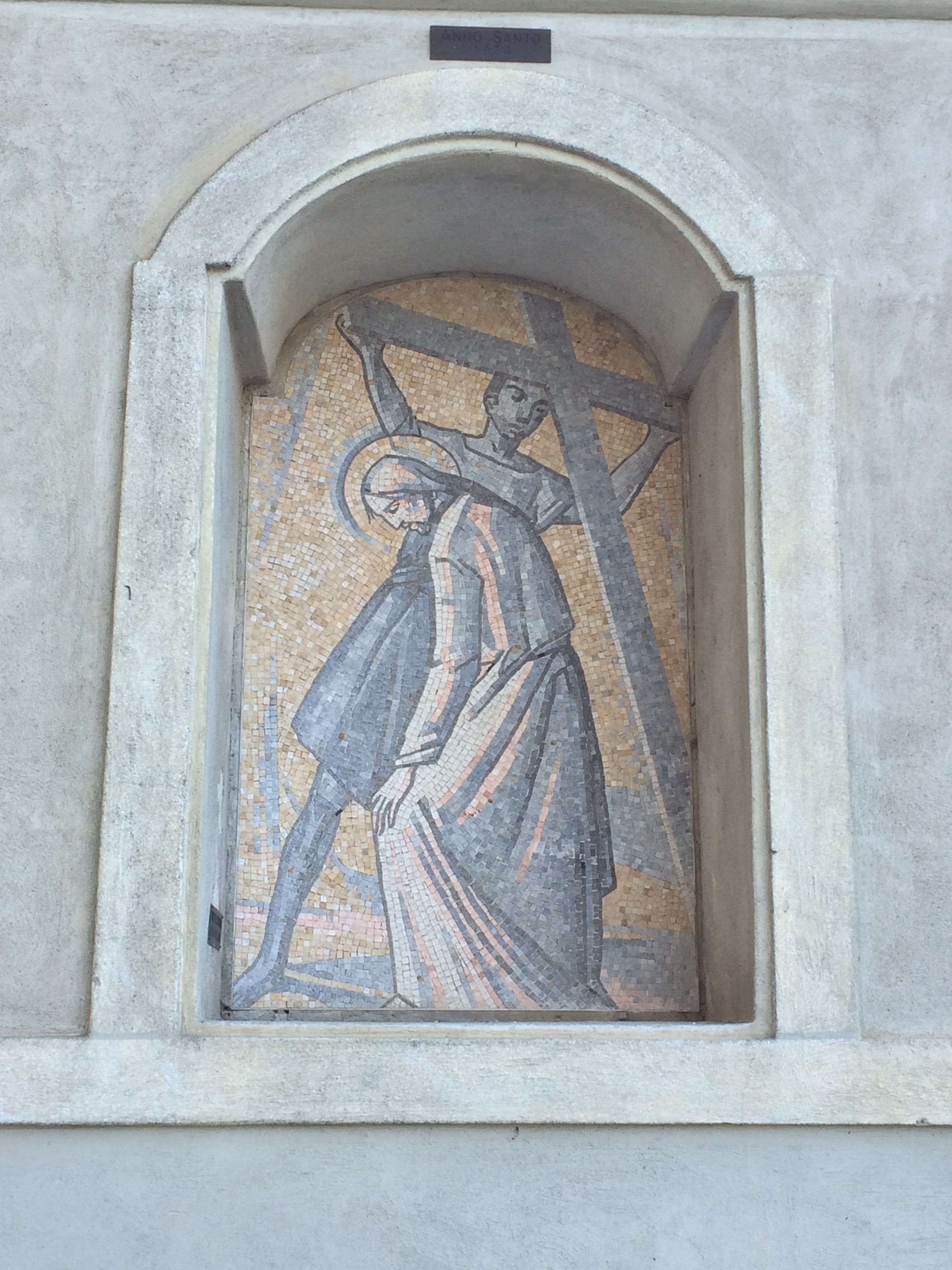
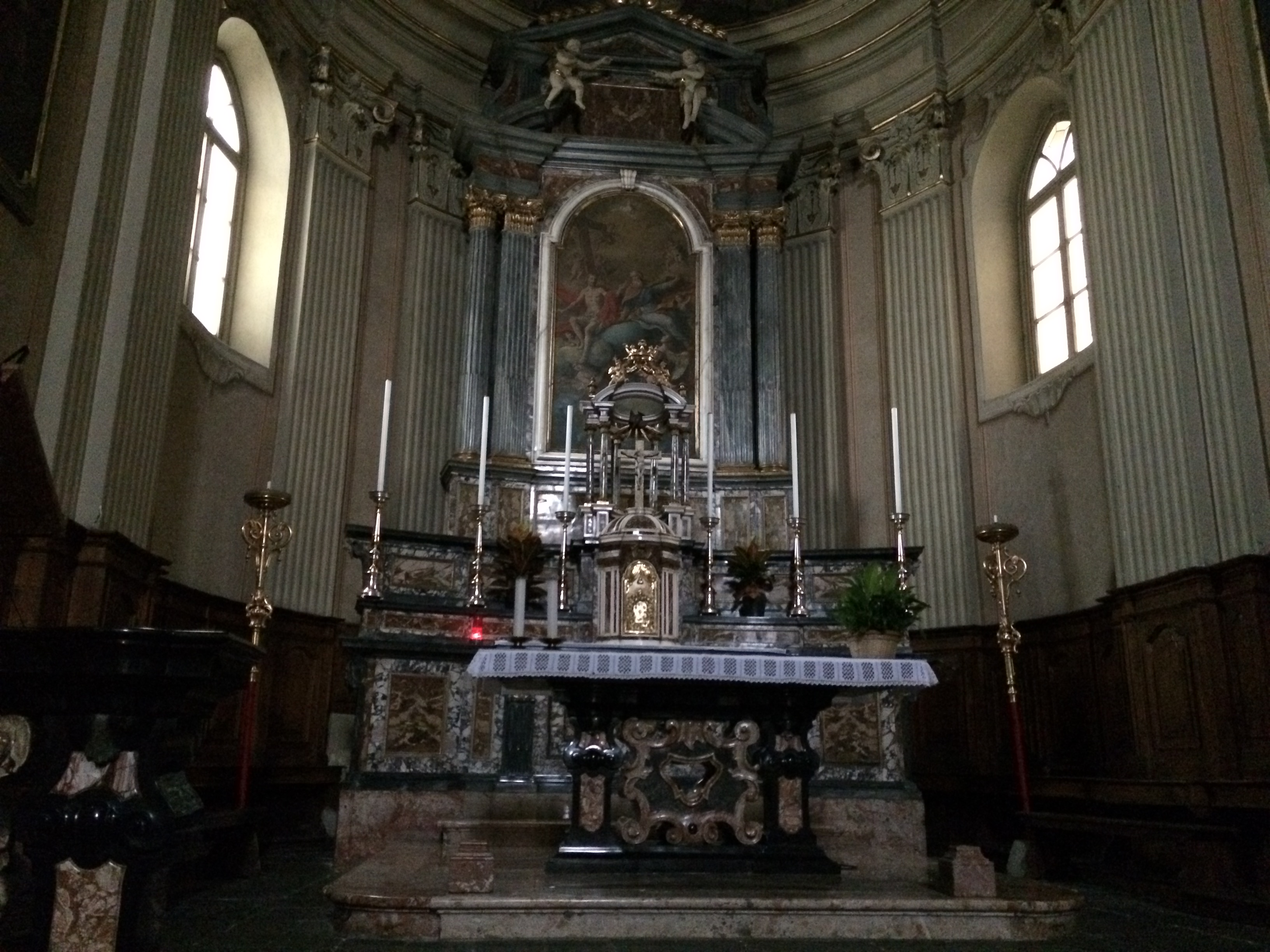
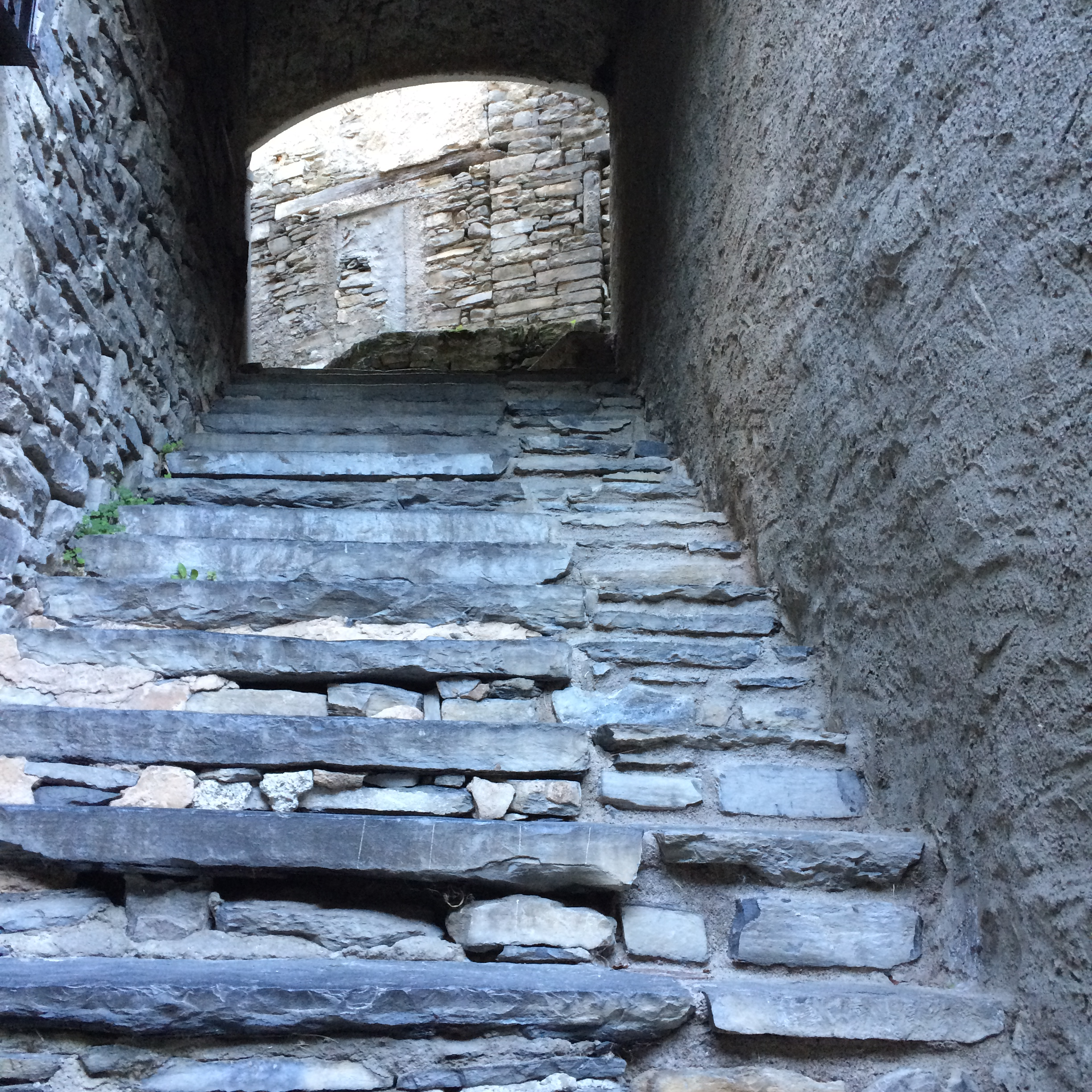

## Демография
Динамика населения:

## Администрация коммуны
- Официальный сайт: